# Landesregierung Tschiggfrey I
Die Landesregierung Tschiggfrey I bildete die Tiroler Landesregierung während der IV. Gesetzgebungsperiode. Die Landesregierung unter Landeshauptmann Hans Tschiggfrey wurde am 12. November 1957 gewählt und amtierte bis zum 7. November 1961.
Die Österreichische Volkspartei (ÖVP) hatte bei der Landtagswahl 1957 den Anspruch auf sechs der in der Folge vereinbarten acht Regierungssitze erworben, darunten den Landeshauptmann, einen Landeshauptmann-Stellvertreter und vier Landesräte. Auch die Sozialdemokratische Partei Österreichs (SPÖ) war auf Grund des Proporzsystems mit einem Landeshauptmann-Stellvertreter in der Landesregierung vertreten, zudem stellte die SPÖ einen Landesrat. Während Landeshauptmann Tischiggfrey mit 30 der 36 möglichen Stimmen (bei fünf leer abgegebenen Stimmen und einer Stimme für Hans Gamper) gewählt wurde, erfolgte die Wahl der übrigen Regierungsmitglieder nach dem Verhältniswahlrecht durch die schriftliche Nominierung der Regierungsmitglieder durch die zwei Landtagsklubs von ÖVP und SPÖ.
Während der Regierungsperiode kam es zu zwei Wechseln innerhalb der Landesregierung. Nach dem Rücktritt von Landeshauptmann-Stellvertreter Franz Hüttenberger (SPÖ) am 29. März 1960 übernahm am selben Tag der 2. Vizepräsident des Landtags Karl Kunst das Amt des Landeshauptmann-Stellvertreters. Kurze Zeit später schied am 28. Juni 1960 auch der SPÖ Landesrat Alois Heinz aus seinem Amt. Ihm folgte Rupert Zechtl nach.

## Regierungsmitglieder
| Amt                                                     | Name               | Partei | Geschäftsfelder |
| ------------------------------------------------------- | ------------------ | ------ | --------------- |
| Landeshauptmann                                         | Hans Tschiggfrey   | ÖVP    |                 |
| Landeshauptmann-Stellvertreter                          | Josef Anton Mayr   | ÖVP    |                 |
| Landeshauptmann-Stellvertreter ab 29. März 1960         | Karl Kunst         | SPÖ    |                 |
| Landesrat                                               | Hans Gamper        | ÖVP    |                 |
| Landesrat                                               | Aloys Oberhammer   | ÖVP    |                 |
| Landesrat                                               | Adolf Troppmair    | ÖVP    |                 |
| Landesrat                                               | Eduard Wallnöfer   | ÖVP    |                 |
| Landesrat ab 28. Juni 1960                              | Rupert Zechtl      | SPÖ    |                 |
| Vorzeitig ausgeschiedene Mitglieder der Landesregierung |                    |        |                 |
| Landeshauptmann-Stellvertreter bis 29. März 1960        | Franz Hüttenberger | SPÖ    |                 |
| Landesrat bis 28. Juni 1960                             | Alois Heinz        | SPÖ    |                 |